# Хрватска у рату у Босни и Херцеговини
Учешће Хрватске у рату у Босни и Херцеговини историчари различито оцењују. Док је са једне стране Хрватска помагала босанским Хрватима, некад и босанским муслиманима, ако им је тако одговарало, са друге стране преговарала је о припајању дела БиХ Хрватској.

## Политичко учешће
Хрватски председник Фрањо Туђман подржао је 12. новембра 1991. стварање Хрватске заједнице Херцег-Босне као посебне политичке, културне, економске и територијалне јединице на територији Босне и Херцеговине.
Према речима Елене Гускове, политика Фрање Туђмана била је усмерена на припајање дела територије БиХ Хрватској. Подстицао је изолацију територија са већинским хрватским становништвом. Када се разговарало о Венс-Овеновом мировном плану, министар одбране Хрватске Гојко Шушак био је посебно активан у припајању подручја БиХ насељених Хрватима. Амбасадор САД у СФРЈ Ворен Зимерман је нагласио да су Шушак и његова свита постојано набацивали ту идеју Туђману, а њега није било потребно много убеђивати. Напоменуо је да га је на једном од сусрета са њим 14. јануара 1992. године Туђман више од сат времена убеђивао како Босну и Херцеговину треба поделити између Хрватске и Србије.

## Војно учешће
У лето 1991. године, већ у време распада Југославије, Хрватска демократска заједница је почела да ствара паравојне формације на територији БиХ. Политички и војни врх Хрватске уложио је значајне напоре да створи војску босанских Хрвата. Захваљујући томе, Хрватско вијеће одбране је формирано за кратко време и дочекало је избијање непријатељстава са већ успостављеном структуром.
Према речима хрватског историчара Давора Марјана, испорука оружја из Хрватске у Босну и Херцеговину почела је још 1991. године. Поред наоружања и војне опреме, у пролеће 1992. године хрватски војници почели су да попуњавају одреде босанских Хрвата. Конкретно, одлуком главног инспектора Оружаних снага Хрватске, генерала Мартина ШпегеЉа, у БиХ су упућена војна лица из делова Оперативне зоне Ријека. Такође на територији Хрватске дешавало се формирање јединица за војску босанских Муслимана. На пример, 30. маја 1992. године формиран је 1. крајишки батаљон Територијалне одбране БиХ, а 27. јуна исте године формирана је 7. крајишка бригада Територијалне одбране БиХ.